# Oukesestigouek
Oukesestigouek /od cree ukĭsĭstĭgwek =swift-water people,/ pleme ili banda Montagnais-Naskapa, poznati Francuzima negdje od 1643. Živjeli su na gornjim vodama rijeke Manicouagan sjeverno od Papinachoisa. Poznati su pod nizom sličnih naziva: Ouchestigouetch, Ouchestigouets, Ochessigiriniouek, i sl. Prema Evanu T. Pritchardu oni pripadaju Naskapima.

## Vanjske poveznice
- Evan T. Pritchard, The Major Alqonquin* Nations  Arhivirana inačica izvorne stranice od 17. rujna 2007. (Wayback Machine)